# Desmoscolex max
Desmoscolex max är en rundmaskart som beskrevs av Timm 1970. Desmoscolex max ingår i släktet Desmoscolex och familjen Desmoscolecidae. Inga underarter finns listade i Catalogue of Life.